# Fallsjön (Ukna socken, Småland)
Fallsjön är en sjö i Västerviks kommun i Småland och ingår i Storåns huvudavrinningsområde.